# Амбарцумян, Армен Гарикович
Армен Гарикович Амбарцумян (11 апреля 1994, Саратов, Россия) — армянский и российский футболист, полузащитник клуба «Арарат-Армения» и сборной Армении.

## Биография
Родился 11 апреля 1994 года в Саратове. Родители Армена были выходцами из Степанакерта. Его дедушка и отец также играли в футбол. 30 октября 2013 дебютировал в составе московского ЦСКА, отыграв все 90 минут в матче кубка России против дзержинского «Химика». Летом 2014 года был отдан в аренду сроком на один год в пензенский «Зенит», за который сыграл 24 матча и забил гол. Сезон 2015/16 также провёл в аренде в клубе ФНЛ «Торпедо-Армавир». В июле 2016 года подписал контракт с саранской «Мордовией». После вылета «Мордовии» из ФНЛ перешёл в воронежский «Факел».

## Карьера в сборной
Выступал за сборные России разных возрастов. В мае 2017 года впервые был вызван на матчи сборной Армении по футболу.